# Berlin ’85
Berlin ’85 (vollständiger Titel Berlin ’85: The Enemy at the Gates [englisch]; übersetzt Berlin ’85: Der Feind an den Toren) ist ein taktisches Brettspiel, das 1980 von Jim Dunnigan publiziert wurde. Es ist ein Konfliktsimulationsspiel, in dem eine fiktive Eroberung West-Berlins durch die Staaten des Warschauer Pakts mit konventionellen Waffen simuliert wird.

## Beschreibung
Das Spiel erschien in einer Auflage 1980 nur in den USA und ist für zwei Spieler ausgelegt. Die offizielle Altersempfehlung ist 12 Jahre, auf den Seiten von BoardGameGeek wird allerdings 16 Jahre durch die Mitglieder empfohlen. Der Spielkarton enthielt einen 56 mal 81 cm großen Spielplan, der eine mit 1560 Hexagonen unterteilte Karte von Berlin mit Umland darstellt, 200 Pappmarken, 2 Würfeln und die Spielanleitung. Auf dem Spielplan sind detailliert alle militärischen Aspekte und Objekte von West-Berlin, darunter Wasser-, Gas- und Elektrizitätswerke ebenso wie U-Bahnlinien, Fernsehtürme, Autobahnen, Polizei- und Militärkasernen und sogar das Schöneberger Rathaus sowie den Reichstag dargestellt. Die Pappmarken stellen nicht nur militärische Einheiten dar, sondern auch militärische Erfolge wie zerstörte Einheiten und Bauwerke. In der Spielanleitung sind drei verschiedene Szenarien geschildert:
- In der Operation Einheit überrennen die Staaten des Warschauer Paktes Westdeutschland und gleichzeitig greifen unter Führung der 20. Gardearmee 60.000 sowjetische Soldaten West-Berlin an.
- Im Szenario Operation Werwolf unterstützt die Sowjetunion einen Ölboykott der OPEC, woraufhin es auf westlicher Seite hektische Vorbereitungen einer Militäroperation mit Waffenlieferungen und der Verlegung des 10. Jägerbataillons der Bundeswehr nach West-Berlin gibt, in Erwartung eines Angriffes durch den Warschauer Pakt.
- Bei Operation Medizinrad wird „gespielt“, dass am zweiten Tag des schon begonnenen Dritten Weltkriegs Berlin von Einheiten des Warschauer Pakts eingeschlossen ist und die dort stationierten Truppen, beginnend mit einem Entlastungsangriff auf Ost-Berlin, versuchen auszubrechen.

Ein Unterschied zwischen den zwei Spielern ist, dass nur der, welcher den Warschauer Pakt spielt, Giftgas einsetzen kann.
Gespielt wird in Runden nach der Vorgabe, der Warschauer Pakt würde fünf Jahre nach dem Erscheinungsdatum des Spiels die in West-Berlin stationierten NATO-Truppen angreifen. Die Kampfmechanismen sind relativ einfach gestaltet.
1980 war es in der Kategorie „Best Twentieth Century Game“ für den Charles S. Roberts Award nominiert.

## Rezeption
Kristan J. Wheaton rezensierte Berlin ’85 in The Space Gamer (USA). Nach seiner Meinung ist Berlin ’85 ein Spiel mit vielen Problemen, aber letztlich einen Kauf wert. Ein erfahrener Spieler wird die Fehler in den Spielmechaniken erkennen und durch ein geändertes Spielverhalten zu einem ausgewogeneren und aufregenden Spiel werden lassen. Es sei kein Spiel für Anfänger, da sich diese nicht an das grobe und unausgeglichene System anpassen könnten. Es sei auch offensichtlich, dass in Berlin ’85 der Überfall auf Berlin das Thema sei und nicht das Spiel als solches.
Die sowjetische Militärzeitschrift Krasnaja Swesda benutzte das Spiel 1986 als Beispiel, um die Politik der NATO-Staaten zu denunzieren.
1985 beschrieb Der Spiegel das Spiel relativ umfangreich. Beginnend damit, dass laut Spielbeschreibung Berlin zum Erscheinungszeitpunkt des Artikels in wenigen Tagen angegriffen und drei Tage später zerstört sei. Aus der „dürftigen“ Spielbeschreibung sei zu entnehmen, dass „es dort auch eine einheimische Bevölkerung gibt und mit mindestens 50000 toten Zivilisten gerechnet werden darf. Hält der Verteidiger sich gut, und das hieße bestenfalls fünf Tage lang, so sind auf seiner Seite 15000 tote Soldaten und West-Berliner Polizisten, auf seiten des Gegners noch einmal 30000 Kriegstote hinzuzurechnen.“
Es wird auf den relativ hohen Schwierigkeitsgrad des Spiels hingewiesen, welcher bei 6,7 (auf einer Skala von 1 bis 10), im Vergleich zu 2,34 von Monopoly, liegt. Spieleexperten wären uneinig in der Bewertung solcher Spiele. Bernward Thole vom Deutschen Spielearchiv sah in Deutschland keine große Zielgruppe für solche Spiele. Die wenigen erschienen ihm aber „gefährlich genug“. Im Gegensatz dazu versuchte Walter Luc Haas (Schweizer, Historiker und unter anderem auch Rezensent bei Spielbox), Konfliktsimulationen wie Berlin `85 bekannter zu machen. Er sah in ihnen geistige Herausforderung für Anspruchsvolle, ohne in den Spielen eine Gefahr zu sehen. Aus Gründen der deutschen Mentalität sah er dort allerdings bestenfalls einen Markt für weniger als 1.000 Spieler. Dies unterscheide Deutschland von den USA. Dort würde man auch mit Hingabe die Vernichtung der eigenen Heimat spielen.